# Alberto Flores
Alberto Flores (Fuentes de Andalucía (Sevilla), 10 de noviembre de 2003) es un futbolista español que se desempeña como guardameta. Actualmente es portero del Sevilla Atlético de la Primera División RFEF y tercer portero del Sevilla FC.

## Carrera

### Clubes
Comenzó a jugar al futbol en la Escuela de Fútbol La Cantera. Ingresó en las categorías inferiores del Sevilla FC a la edad de benjamines donde compartía posición con Alejandro Palop, hijo de Andrés que en aquel momento defendía la meta hispalense.
En la temporada 2020-21, debutó con el Sevilla Atlético contra el Cádiz C.F. "B". La siguiente temporada empieza a formar parte de la plantilla del Sevilla Atlético de forma asidua a pesar de tener ficha del juvenil B.
A inicios de la temporada 2022-23, Julen Lopetegui lo llevó como tercer portero al stage del primer equipo en Corea del Sur, donde debutó en un amistoso contra el Tottenham Hotspur. Esa temporada se convierte en el tercer portero del Sevilla FC.
Debutó en partido de Copa contra el Getafe CF.

### Selección
Es internacional con la selección sub-19, en la que debutó contra la selección de México.

## Palmarés

### Títulos nacionales
| Título             | Club (*)         | País   | Año     |
| ------------------ | ---------------- | ------ | ------- |
| Segunda Federación | Sevilla Atlético | España | 2023-24 |

### Títulos internacionales
| Título                 | Club (*)      | Sede    | Año     |
| ---------------------- | ------------- | ------- | ------- |
| Liga Europa de la UEFA | Sevilla F. C. | Hungría | 2022-23 |